# West Cape May
West Cape May és una població dels Estats Units a l'estat de Nova Jersey. Segons el cens del 2006 tenia 1.007 habitants.

## Demografia
Segons el cens del 2000, West Cape May tenia 1.095 habitants, 507 habitatges, i 302 famílies. La densitat de població era de 355,3 habitants/km².
Dels 507 habitatges en un 21,1% hi vivien nens de menys de 18 anys, en un 44,2% hi vivien parelles casades, en un 11,2% dones solteres, i en un 40,4% no eren unitats familiars. En el 35,1% dels habitatges hi vivien persones soles el 17,4% de les quals corresponia a persones de 65 anys o més que vivien soles. El nombre mitjà de persones vivint en cada habitatge era de 2,16 i el nombre mitjà de persones que vivien en cada família era de 2,8.
Per edats la població es repartia de la següent manera: un 19,6% tenia menys de 18 anys, un 3,6% entre 18 i 24, un 23,7% entre 25 i 44, un 28,7% de 45 a 60 i un 24,4% 65 anys o més.
L'edat mediana era de 46 anys. Per cada 100 dones de 18 o més anys hi havia 88,4 homes.
La renda mediana per habitatge era de 37.500 $ i la renda mediana per família de 47.031 $. Els homes tenien una renda mediana de 36.375 $ mentre que les dones 29.583 $. La renda per capita de la població era de 25.663 $. Aproximadament el 4,7% de les famílies i el 7,4% de la població estaven per davall del llindar de pobresa.

## Poblacions més properes
El següent diagrama mostra les poblacions més properes.